# Никола Аћин
Никола Аћин (француска ортографија Nikola Acin и Nikola Atchine; 1970 — Париз, 17. мај 2008) био је француски и српски текстописац, певач и гитариста француских рокенрол група The Hellboys и групе Blues Country Heartbreak.
Такође је био и угледни стручњак за стрип, новинар, као и преводилац са енглеског на француски.

## Биографија
Никола Аћин је био син српског филмског редитеља Јована Аћина (филм Бал на води).
Сматран стручњаком за Елвиса Прислија, Боба Дилана, Џоа Страмера и Бруса Спрингстина, Никола је био новинар и колумниста редакције француског месечника Rock & Folk од 1998. па све до смрти 2008. године.
Такође је био сарадник часописа Technikart, DVDvision и WAD и сарађивао са стрипским магазинима Scarce и Bang!.
Био је преводилац са енглеског на француски Ендруа Луга Олдхема, менаџера Ролингстоунса, за његову аутобиографију, као и чувених аутора стрипа као што су Алан Мур, Дејв Купер, Хаиме Хернандез и Гилберт Хернандез.
Као аутор књиге о Елвису Прислију: Ко је убио Елвиса? Смрт(и) једног Краља /Qui a tué Elvis ? Mort(s) d'un Roi/, објављене у издању Éditions Autour du Livre, Никола Аћин је проучавао лагано пропадање Краља и анализирао различите моралне смрти овог уметника као бројне кораке који су довели до његове физичке смрти 1977. године.
Његова пријатељства у музичком и уметничком свету била су бројна, од Џоа Страмера из групе The Clash, до Јарола Попадуа (Yarol Poupaud), музичар и продуцент првог албума Hellboys, Каролин д Мегре (Caroline de Maigret), оснивача издавачке куће Bonus Track Records, чији је син био Николино кумче, затим фронтмена групе Rancid Тима Армстронга (Tim Armstrong), редитељке Овидије (Ovidie), све до Ен Скот (Ann Scott), књижевнице са којом био коаутор прве верзије сценарија за филм по њеном роману Superstars. Такође је читао бројна сценарија за продуцента Жан-Пјера Дионеа (Jean-Pierre Dionnet).
Његова група The Hellboys наступала је редовно на забавама и фестивалима Rock'n'roll Fridays у дворани Gibus, под покровитељством магазина Rock & Folk, где се појављивао заједно са младим париским бендовима као што су The Naast, Brats или Second Sex.
Никола Аћин је умро у Паризу 17. маја 2008. у старости од 34 године. Његова околина није објавила узроке смрти.
Дата му је посвета у магазину Rock & Folk у јулу 2008. Концерт у његову част одржан је 27. јуна 2008. године у Гибусу са учешћем Данијела Дарк, Тај-Лика, Тонија Труана и Патрика Еуделина (Daniel Darc, Tai-Luc, Tony Truant, Patrick Eudeline)...

## Дискографија
- 2008:
- 2006:
- 2002:
- 1998:
- 1996:

## Публикације - Чланци
- 2008: , </ref>
- 2004: [5]
- 2004:
- 2004:
- 2004:
- 1998:

## Преводи са енглеског на француски
- 2007: [6]
- 2007:
- 2006:
- 2005: [6]
- 2005:
- 2005:
- 2005: